# 眩眩社
眩眩社，荷蘭人稱之為Gingin，為臺灣原住民道卡斯族的一支，分布於17世紀時的新竹平原。在荷蘭殖民時期有44戶，102人。1681年道卡斯族各社與鄭軍相抗。可能成於康熙31至43年間（1691-1704）完成的《台灣地里圖》出現眩眩社，清代朱景英《海東札記》還提到從竹塹往北去南崁時會經過眩眩社，之後眩眩社可能併入竹塹社，留下眩眩埔、眩眩溪等古地名。